# جون إف. أومالي
جون إف. أومالي (بالإنجليزية: John F. O'Malley)‏ هو مهندس معماري أمريكي، ولد في 1885، وتوفي في 1950.